# Camilla Pistorello
Camilla Pistorello (Milano, 1º luglio 1987) è un'attrice ed ex danzatrice su ghiaccio italiana.

## Biografia
Dopo aver partecipato, tra il 2001 ed il 2007, a diversi campionati di pattinaggio su ghiaccio di alto livello in coppia con svariati pattinatori, tra cui Luca Lanotte, ed aver partecipato al ruolo di Musa nel musical Winx on Ice, viene scelta nel 2009 da Ettore Pasculli come protagonista per il film Il bene oscuro e l'anno successivo da Maria Elisabetta Marelli per il cortometraggio Eri come sei.
Decide allora di intraprendere la carriera di attrice frequentando uno stage di recitazione diretto con Giovanni Veronesi e Pino Pellegrino. Nello stesso anno si laurea in comunicazione e media alla IULM di Milano. Nel 2011 frequenta un corso teatrale diretto da Michael Rodgers e nel 2015 ottiene il diploma di recitazione presso l'Accademia dei Filodrammatici di Milano.

## Filmografia

### Cinema
- Il bene oscuro (2009), regia di Ettore Pasculli
- Eri come sei (2010), regia di Maria Elisabetta Marelli - cortometraggio
- Si muore tutti democristiani (2017), regia di Il Terzo Segreto di Satira
- Vermiglio (2024), regia di Maura Delpero

### Televisione
- Hanno ucciso l'Uomo Ragno - La leggendaria storia degli 883 – mini-serie televisiva (2024)

### Web
- COWOTHESERIES (2013)
- Il milanese imbruttito (2016)

## Teatro
- Waiting for Lafty (2012)
- Proof (2012)
- La mela di Eva e i miei ultimi 400 euro (2013)
- Ivanov (2013)
- Una serata fuori (2013)
- Il nulla. The void (2015)
- Il compromesso (2015)
- Le notti bianche da Dostoevskij (2016)

## Pubblicità
- Pigna (2010)
- NGM (2011)
- Mc Donald's (2012)
- Manfrotto (2013)
- Wind (2013)
- Mentadent White Now (2013)
- Nutella (2013)
- YOMO (2013)
- Taleggio (2013)
- Biochetasi (2014)
- Sky (2016)
- Saclà (2016)
- Sustenium (2016)
- Yakisoba (2016)
- Banca Popolare di Vicenza (2016)
- Kinder Cereali (2016)
- Elica (2016)
- Febal (2017)
- Gardani (2017)
- Indesit (2017)
- BPER Banca (2017)
- COOP (2018)
- Idealista (2022)
- Wind Tre (2025)

## Programmi televisivi
- Bike Channel - conduttrice (2013)

## Risultati sportivi

### Con Caspani
| Stagione  | Original dance | Free dance |
| --------- | --- | --- |
| 2001–2002 | - El gato montés di Hugo Strasser and his Orchestra - Have You Ever Really Loved a Woman? (da Don Juan De Marco - Maestro d'amore) di Bryan Adams - El gato montés di Hugo Strasser and his Orchestra | - Jive and Jive di Hugo Strasser and his Orchestra - Only You di American Swing Orchestra - The Mask di Jose Norman |

| Internazionali          | Internazionali |
| Eventi                  | 2001–02        |
| ----------------------- | -------------- |
| JGP Bulgaria            | 11º            |
| JGP Paesi Bassi         | 12º            |
| JGP = Junior Grand Prix |                |

### Con Lanotte
| Stagione  | Original dance                       | Free dance |
| --------- | ------------------------------------ | --- |
| 2004–2005 | - Dancin' Fool - More - Jumpin' Jack | - Le quattro stagioni di Antonio Vivaldi eseguito da Vanessa-Mae - Adagio in sol minore di Remo Giazotto, Tomaso Albinoni - Le quattro stagioni di Antonio Vivaldi eseguito da Vanessa-Mae |

| Internazionali                                 | Internazionali |
| Eventi                                         | 2004–05        |
| ---------------------------------------------- | -------------- |
| Campionati mondiali                            | 9º             |
| JGP Germania                                   | 2º             |
| JGP Romania                                    | 5º             |
| Nazionali                                      |                |
| Campionati italiani                            | 2° J.          |
| J. = Categoria junior; JGP = Junior Grand Prix |                |

### Con Zanni
| Stagione  | Original dance                                            | Free dance                                                                                           |
| --------- | --------------------------------------------------------- | --- |
| 2006–2007 | - La cumparsita - Oblivion di Astor Piazzolla - El choclo | - Prayer in the Night - Sarabanda in D minore di George Frideric Handel - Sarabande di Maksim Mrvica |

| Internazionali                       | Internazionali |
| Eventi                               | 2006–07        |
| ------------------------------------ | -------------- |
| Campionati mondiali                  | 8º             |
| JGP Ungheria                         | 5º             |
| JGP Norvegia                         | 4º             |
| Nazionali                            |                |
| Campionati italiani                  | 1º J.          |
| JGP = Junior Grand Prix; J. = Junior |                |